# Новокатериновка (Николаевская область)
Новокатериновка (укр. Новокатеринівка) — село в Веселиновском районе Николаевской области Украины.
Основано в 1927 году. Население по переписи 2001 года составляло 920 человек. Почтовый индекс — 57061. Телефонный код — 5163. Занимает площадь 0,97 км².

## Местный совет
57060, Николаевская обл., Веселиновский р-н, с. Катериновка, ул. Ленина, 44б